# Батлер, Джеймс, 5-й граф Ормонд
Джеймс Батлер (англ. James Butler, 5th Earl of Ormond, 1st Earl of Wiltshire; 24 ноября 1420 — 1 мая 1461) — англо-ирландский аристократ и пэр, 1-й граф Уилтшир (1449—1461) и 5-й граф Ормонд (1452—1461), лорд-казначей Англии (1455, 1458—1460). Убежденный сторонник Ланкастерского дома и королевы Маргариты Анжуйской в Войне Алой и Белой розы. Был обезглавлен после победы йоркистов в битве при Таутоне.

## Семья
Родился 24 ноября 1420 года. Старший сын Джеймса Батлера, 4-го графа Ормонда (1393—1452), и его первой жены, Джоан де Бошан, графини Ормонд (ум. 1430). У него было два младших брата, Джон, и Томас, а также две сестры, Элизабет Батлер, жена Джона Толбота, 2-го графа Шрусбери, и Энн Батлер (ум. 1435), которая должна была выйти замуж за Томаса Фицджеральда, 7-го графа Десмонда, но их брак так и не состоялся.

## Карьера
За верность Ланкастерской династии король Генрих VI 8 июля 1449 года пожаловал Джеймсу Батлеру титул 1-го графа Уилтшира в пэрстве Англии. В 1451 году он получил должность лорда-депутата Ирландии. В следующем, 1452 году, он стал преемником своего отца в качестве 5-го графа Ормонда, а также занимал пост лорда-лейтенанта Ирландии в течение десяти лет. В 1458 году Джеймс Батлер получил должность лорда-казначея Англии, а в 1459 году стал кавалером Ордена Подвязки.
В начале династической гражданской войны в Англии, известной как Война Алой и Белой розы, граф Уилтшир поддержал Ланкастерский дом и стал одним из ближайших сторонников королевы Маргариты Анжуйской. Джеймс Батлер участвовал в первой битве при Сент-Олбансе (1455), в сражениях при Уэйкфилде (1460), Мортимерс-Кросс (1461) и Таутоне (1461).
После поражения ланкастерской армии в битве при Таутоне 29 марта 1461 года Джеймс Батлер был взят в плен йоркистами в Кокермуте и обезглавлен в Ньюкасл-апон-Тайне 1 мая 1461 года.
Ему наследовал его младший брат, Джон Батлер, 6-й граф Ормонд (1461—1478).

## Браки
Первым браком Джеймс Батлер женился на Эвис Стаффорд (1423—1457), дочери и наследнице сэра Ричарда Стаффорда (ум. 1427), и Мод Ловелл (ум. 1436), дочери сэра Роберта Ловелла. Брак был бездетным.
Вторично женился на Элеоноре Бофорт (1431 — 16 августа 1501), старшей дочери Эдмунда Бофорта, 2-го герцога Стаффорда, и Элеоноры де Бошан, герцогини Сомерсет, дочери Ричарда де Бошана, 13-го графа Уорика. Второй брак был бездетным.